# Pillsburiaster
Genre
Pillsburiaster est un genre d'étoiles de mer qui appartient à la famille des Goniasteridae.

## Liste d'espèces
Selon World Register of Marine Species (18 décembre 2014) :
- Pillsburiaster annandalei (Koehler, 1909)
- Pillsburiaster aoteanus (McKnight, 1973)
- Pillsburiaster calvus Mah, 2011
- Pillsburiaster doederleini (Koehler, 1909)
- Pillsburiaster ernesti (Ludwig, 1905)
- Pillsburiaster geographicus Halpern, 1970
- Pillsburiaster indutilis McKnight, 2006
- Pillsburiaster investigatoris (Alcock, 1893)
- Pillsburiaster maini McKnight, 1973

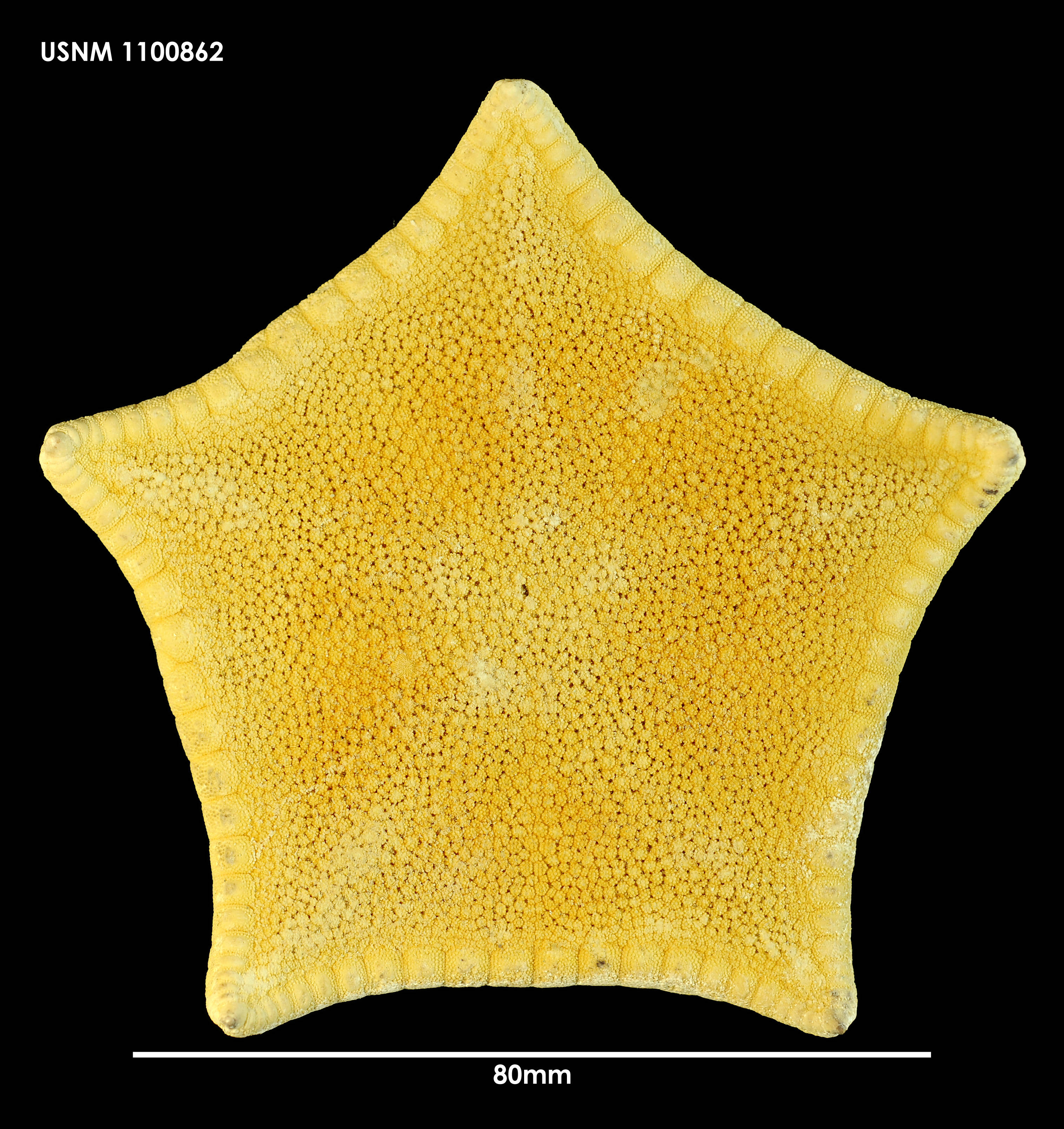
Pillsburiaster aoteanus
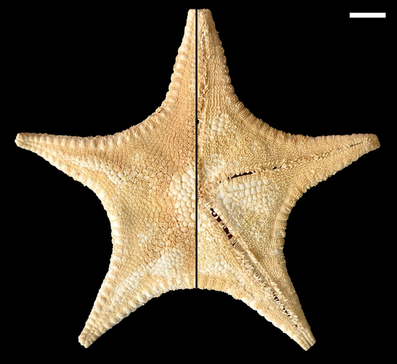
Pillsburiaster calvus
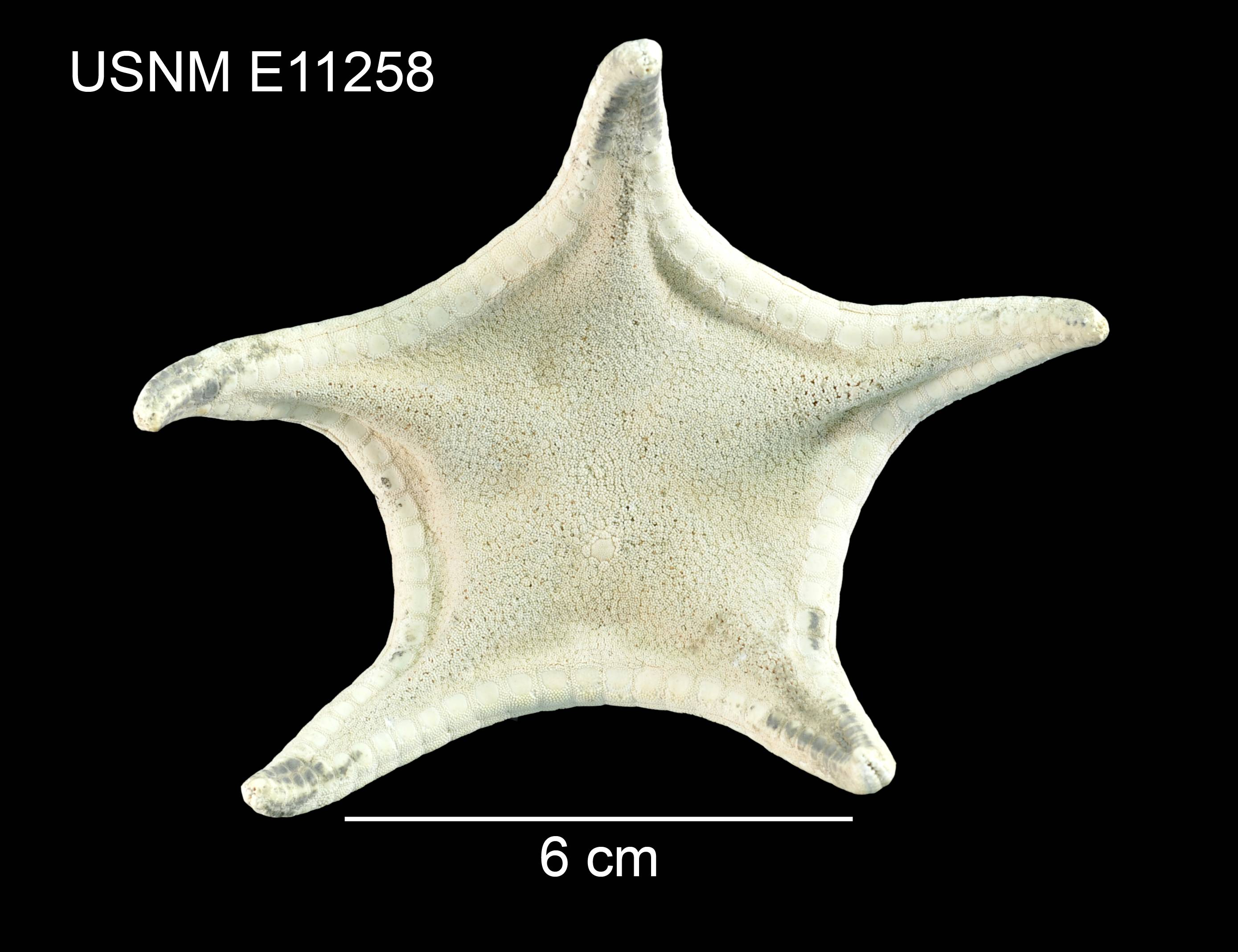
Pillsburiaster geographicus